# Pokroková socialistická strana
Pokroková socialistická strana (arabsky: al-hizb al-taqadummi al-ishtiraki) je libanonská politická strana. Ideologicky se jedná o sociálně demokratickou a nesektářsky sekulární stranu, v praxi je však většinou podporována obyvateli drúzského vyznání.

## Historie
Strana byla založena 5. ledna 1949 a registrována dne 17. března téhož roku. V roce 1951 uspořádala první konferenci arabských socialistických stran. V padesátých, šedesátých a sedmdesátých letech měla strana mezi třemi až šesti zástupci v parlamentu. Následně se stala významným členem Libanonského národního hnutí, které podporovalo libanonskou arabskou identitu a sympatizovalo s Palestinci. Přes počáteční nechuť strana přistoupila k vybudování silné milice, která se ukázala být jednou z nejsilnějších v rámci libanonské občanské války (1975–1990). Socialisté bojovali proti milicím strany Katáib (tzv. falangistům). Největší porážkou strany bylo zabití jejího dlouhodobého vůdce Kamála Džumbláta. Po stažení izraelských vojsk vytvořila vysoce funkční administrativu v oblastech pod její kontrolou. Po obnovení ústavního řádu v roce 1990 se sice strana podílela na několika vládách, nicméně následně přešla do opozice proti syrskému vlivu na libanonskou politiku (souhlasila sice s omezenou přítomností syrské armády, odmítala však roli syrských zpravodajských služeb).
PSS stojí v opozici vůči islamistickým stranám, požaduje odzbrojení Hizballáhu a potlačení prosyrských a proíránských skupin, je zapojena do Aliance 14. března. Na mezinárodní úrovni kooperuje se socialistickými stranami, je plnoprávným členem Socialistické internacionály.